# American Enterprise Institute
Pour les articles homonymes, voir AEI.
L'American Enterprise Institute for Public Policy Research (AEI, « Institut de l'entreprise américaine pour la recherche sur les politiques publiques ») est un think tank politiquement néoconservateur et économiquement néolibéral fondé en 1943 avec la mission déclarée de soutenir les « fondements de la liberté — un gouvernement limité, l'entreprise privée, des institutions politiques et culturelles vitales, et une forte politique étrangère et de défense nationale ». Financé par des dons, il est interventionniste militairement et est réputé proche du patronat américain et du mouvement néoconservateur.

## Gouvernance et objectifs
L'institut est régi par la loi sur les organisations non lucratives, et ses fonds proviennent principalement de contributions individuelles, corporatives ou d'autres fondations. L'AEI a été l'un des architectes majeurs des politiques néoconservatrices de l'administration Bush. L'institut a notamment défendu l'invasion de l'Irak et la politique sécuritaire de G.W. Bush ». Plus de deux douzaines de membres de l'AEI ont soit fait partie de l'administration Bush, soit été nommés à l'une des nombreuses commissions gouvernementales.[réf. nécessaire] Il est souvent cité, aux côtés de l'Heritage Foundation, comme étant la contrepartie de droite du think tank démocrate Brookings Institution. Avec ce dernier, l'AEI a collaboré dans l'AEI-Brookings Joint Center de 1998 à 2008.
L'AEI attira l'attention nationale le 5 décembre 1996, quand le secrétaire de la Fed Alan Greenspan s'adressa à l'institution en remarquant, quelques jours à peine avant la « correction boursière » de 2000, que Wall Street avait peut-être gonflé ses titres de manière significative, un effet attribué à ce que Greenspan appela l'« exubérance irrationnelle » des investisseurs[réf. nécessaire]. Ces commentaires déclenchèrent de longs débats.
L'American Enterprise Institute défend également des positions climatosceptiques et exerce un lobbying contre des lois liées à la protection de l’environnement.

## Membres
- Ben Wattenberg, plume pour l'ancien président Lyndon B. Johnson, membre senior ;
- Bruce Kovner, secrétaire du conseil d'administration ;
- Charles Murray, coauteur du controversé The Bell Curve en 1994 ;
- Christina Hoff Sommers, critique du mouvement féministe, auteur de Who Stole Feminism and the War Against Boys ;
- Christopher DeMuth, président de l'AEI depuis 1986, qui a servi dans le gouvernement Reagan ;
- Danielle Pletka, vice-présidente ;
- David Frum, ancienne plume pour George W. Bush ;
- Fred Dalton Thompson, ancien député du Tennessee, chercheur dans le domaine des renseignements et de la sécurité nationale (Chine, Corée du Nord et Russie) pour l'AEI ;
- Irving Kristol, considéré comme le fondateur du néoconservatisme américain (père de William Kristol) ;
- James K. Glassman, auteur ;
- Jeane Kirkpatrick, ancien représentant permanent des États-Unis aux Nations unies, membre senior ;
- John Lott, Jr., adversaire du contrôle des armes à feu et auteur de More Guns, Less Crime ;
- John R. Bolton, ambassadeur américain aux Nations unies d’août 2005 à décembre 2006 ;
- John Yoo, anciennement à l'Office of Legal Counsel (bureau du conseil juridique) et professeur à Boalt Hall.
- Joshua Muravchik, chercheur ;
- Lee Raymond, PDG d'ExxonMobil, est le vice-secrétaire du conseil d'administration ;
- Lynne Cheney, femme de l'ancien vice-président Dick Cheney, membre senior de l'AIE ;
- Michael Greve, directeur du Federalism Project de l'AIE ;
- Michael Ledeen, impliqué (entre autres) dans l'Irangate et conseiller aux affaires étrangères de Karl Rove (lui-même éminence grise de George Bush) ;
- Michael Novak, professeur ayant écrit beaucoup sur le rôle de la foi dans la gouvernance ;
- Newt Gingrich, membre du Parti républicain et porte-parole de la Chambre des députés de 1995 à 1999, membre senior ;
- Radosław Sikorski, ancien ministre polonais conservateur des affaires étrangères ;
- Reuel Marc Gerecht, ancien spécialiste du Moyen Orient à la CIA, directeur actuel du Project for the New American Century's Middle East Initiative (Projet pour une initiative du Moyen-Orient dans le nouveau siècle américain) ;
- Richard Perle, ancien vice-secrétaire à la Défense, conseiller actuellement[Quand ?] à l'United States Defense Policy Board ;
- Winfield Myers, éditeur du magazine de l'AIE, The American Enterprise ;
- Sally Satel, psychiatre, auteur de PC, M.D.: How Political Correctness is Corrupting Medicine ;
- Ted Frank.

## Donateurs
L'AEI a reçu plus des dizaines de millions de dollars de sources diverses, parmi lesquelles :
- Castle Rock Foundation
- Coors
- Earhart Foundation
- Google
- JM Foundation
- John M. Olin Foundation, Inc.
- Lynde and Harry Bradley Foundation, Inc.
- Microsoft
- Philip M. McKenna Foundation, Inc.
- Sarah Scaife Foundation
- Scaife Family Foundation
- Smith Richardson Foundation.